# オズマ計画
オズマ計画（オズマけいかく、英語：Project Ozma）は、1960年に天文学者フランク・ドレイクが当時所属していたウェストバージニア州グリーンバンクのアメリカ国立電波天文台 (NRAO) で始めた、地球外知的生命体探査 (SETI) の初めての取り組みである。
電波を使って別の恒星系における生命の痕跡を探すことを目的としていたこの計画は、ライマン・フランク・ボームの『オズのエメラルドの都』に登場したオズマ姫がオズと電波で連絡を取りあおうとしたことにちなみ、「オズマ計画」と名付けられた。
ドレイクは口径26mの電波望遠鏡を用い、1.420GHzのマーカー周波数（中性水素線、波長21cm）でくじら座τ星とエリダヌス座ε星を観測した。この周波数は恒星間の水素から自然に放出される波長であるとともに、恒星間無線通信を行おうとする者にとっては誰でも馴染みのある波長であり、一種の宇宙の標準というべきものだと考えられた。
観測対象の恒星系は両方とも太陽と同程度の大きさであり、当時は生命の住む惑星を持つ可能性があると考えられていた。マーカー周波数の付近に100Hzごとに走査した結果、400kHz幅のバンドが検出された。この情報はオフラインの分析のためにテープに保存されたが、4か月間で150時間に及ぶ断続的な観測でも、明確なシグナルは観測されなかった。1960年4月8日に偽の信号が検出されたが、後には高速で飛行する航空機によるものだったことが確認された。
「オズマII」と呼ばれる2度目の実験が、同じ天文台でベンジャミン・ザックマンとパトリック・パルマーによって行われた。ザックマンとパルマーは、1973年から1976年の約4年間で近傍の恒星650個以上を断続的に観測した。
2010年にはオズマ計画50周年を記念し、世界合同SETI「ドロシー計画」 (Project Dorothy) が実施されている。